# Meghila
Meghila (en berbère ⵎⵖⵉⵍⴰ) est une commune de la wilaya de Tiaret en Algérie.

## Toponymie
En Tamazight ⵉⵖⵉⵍ  [iɣil] une colline.

## Géographie
Les coordonnées de la ville, selon OpenStreetMap : la latitude est de 1,4137157 et la longitude est de  35,5964786.

## Culture

### Festival de la Fantasia
La fantasia est une fête qui a lieu à la fin du printemps de chaque année. Les montures, richement parées, sont conduites dans des courses effrénées par des cavaliers en costumes traditionnels où sont lancées des salves de baroud.